# Nanobalcis worsfoldi
Nanobalcis worsfoldi är en snäckart som beskrevs av Waren 1990. Nanobalcis worsfoldi ingår i släktet Nanobalcis och familjen Eulimidae. Inga underarter finns listade i Catalogue of Life.